# Gorzków (Nowy Sącz)
Gorzków – osiedle w południowo-wschodniej części Nowego Sącza, na lewym brzegu Kamienicy Nawojowskiej. Graniczy z osiedlami Wojska Polskiego, Nawojowska, Zawada, Falkowa.
Wieś położona w drugiej połowie XVI wieku w powiecie sądeckim województwa krakowskiego była własnością miasta Nowego Sącza. Od 1906 roku była to dzielnica miasta o nazwie „Pastwiska-Gorzków”. Nazwa ma pochodzić od imienia Gorzek (Gorzysław).
Gorzków był kiedyś obszarem zagospodarowanym w większości przez państwowe magazyny i bazy przedsiębiorstw budowlanych. Od ostatniej dekady XX wieku stopniowo przeobraża się w dzielnicę mieszkalną i handlową poprzez adaptację istniejących dużych hal magazynowych oraz nowe inwestycje.
Znajduje się tutaj wiele centrów handlowych, np. Auchan, Pasaż Gorzków, Galeria Merkury, Galeria Gorzkowska, Hala Gorzków. Swoją siedzibę ma tutaj także Urząd Celny oraz instytucje związane z administracją, m.in. Miejskie Przedsiębiorstwo Energetyki Cieplnej,  Powiatowy Zarząd Dróg, nowosądecka Delegatura Wojewódzkiego Urzędu Ochrony Zabytków.
Przez osiedle Gorzków przebiega droga krajowa nr 75 – Aleja Józefa Piłsudskiego (zwana popularnie obwodnicą), łącząca Nowy Sącz z przejściem granicznym w Muszynce. Inne główne ulice osiedla to Freislera, Gorzkowska, Traugutta, Wiśniowieckiego i Reguły.